# USS Enterprise (NCC-1701)

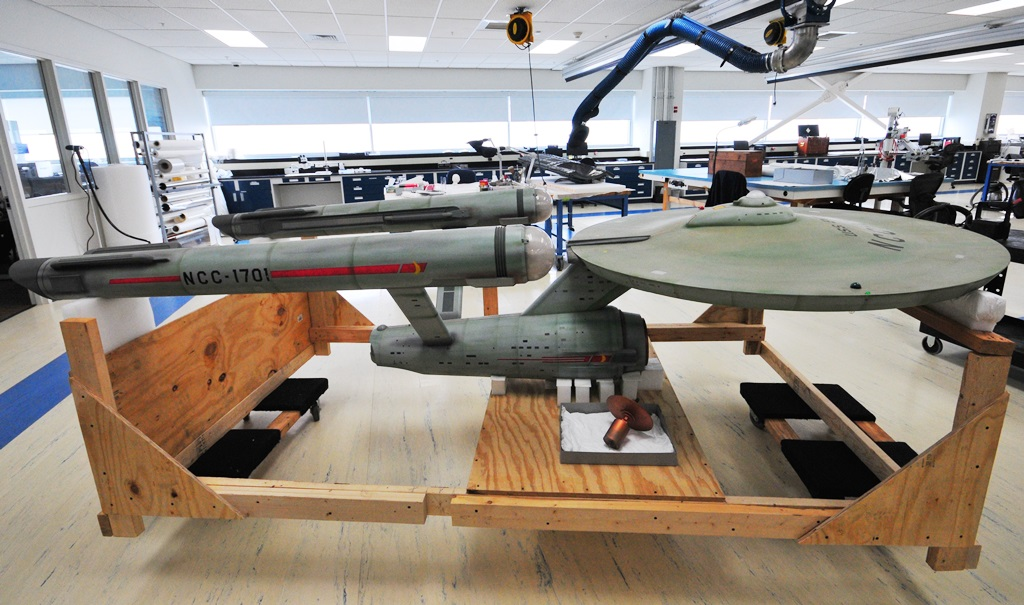
Model Enterprise od Richarda Datina v National Air and Space Museum

USS Enterprise (registrační číslo NCC-1701) je fiktivní hvězdná loď známá ze sci-fi příběhů Star Trek. Enterprise patří k Hvězdné flotile Spojené federace planet. Jedná se zřejmě o její nejznámější loď jak v našem reálném světě, tak i ve světě Star Treku, v němž na první Enterprise navázaly další lodě stejného jména.
Byla středobodem hraného seriálu Star Trek (natočený ve druhé polovině 60. let 20. století), stejnojmenného animovaného seriálu (z let 1973 a 1974) a prvních tří „startrekovských“ filmů (1979–1984). V odlišné podobě se objevila i ve filmu Star Trek z roku 2009, který se odehrává v alternativní a paralelní časové linii. V modernizované podobě, vycházející však z původního designu, se objevila též v úplném závěru první řady seriálu Star Trek: Discovery (2018).
USS Enterprise je těžký křižník třídy Constitution, do služby byla zařazena v roce 2245 a zničena roku 2285. Na začátku 70. let 23. století podstoupila rozsáhlou modernizaci (refit).

## Vznik a design
Design původní Enterprise vytvořil Matt Jefferies, přičemž jeho koncepce sestávající z primárního trupu (talíře), sekundárního trupu a warp gondol pak zůstala základem pro vzhled lodí Federace ve světě Star Treku.
Pro první pilotní epizodu „Klec“ (1965) byl postaven model lodi dlouhý 91,4 cm (3 stopy). Ten byl v průběhu dalšího natáčení seriálu upraven do podoby druhého (většího) modelu a v této podobě se představil v díle „Rekviem za Metuzaléma“ (1969). Druhý model Enterprise postavil Richard Datin a je dlouhý 3,4 m. Původně se jednalo o statickou rekvizitu, která nebyla vybavena žádnou elektronikou. Kvůli natočení druhé pilotního epizody „Kam se dosud člověk nevydal“ (1966) byly na lodi provedeny menší úpravy, v průběhu dalšího natáčení byla například doplněna blikající světla, byl zmenšen deflektorový talíř, apod. Tento druhý model se nachází v National Air and Space Museum (Národním leteckém a vesmírném muzeu) ve Washingtonu, D.C.
Pro epizodu seriálu Star Trek: Stanice Deep Space Nine „Další trable s tribbly“ (1996) vytvořil Greg Jein další model původní Enterprise, který byl poloviční kopií modelu o délce 3,4 m. V epizodě „Toto jsou cesty…“ (2005) seriálu Star Trek: Enterprise a v remasterované verzi původního seriálu se objevily další modely lodě vytvořené již pomocí počítačové grafiky.

### Filmová přestavba

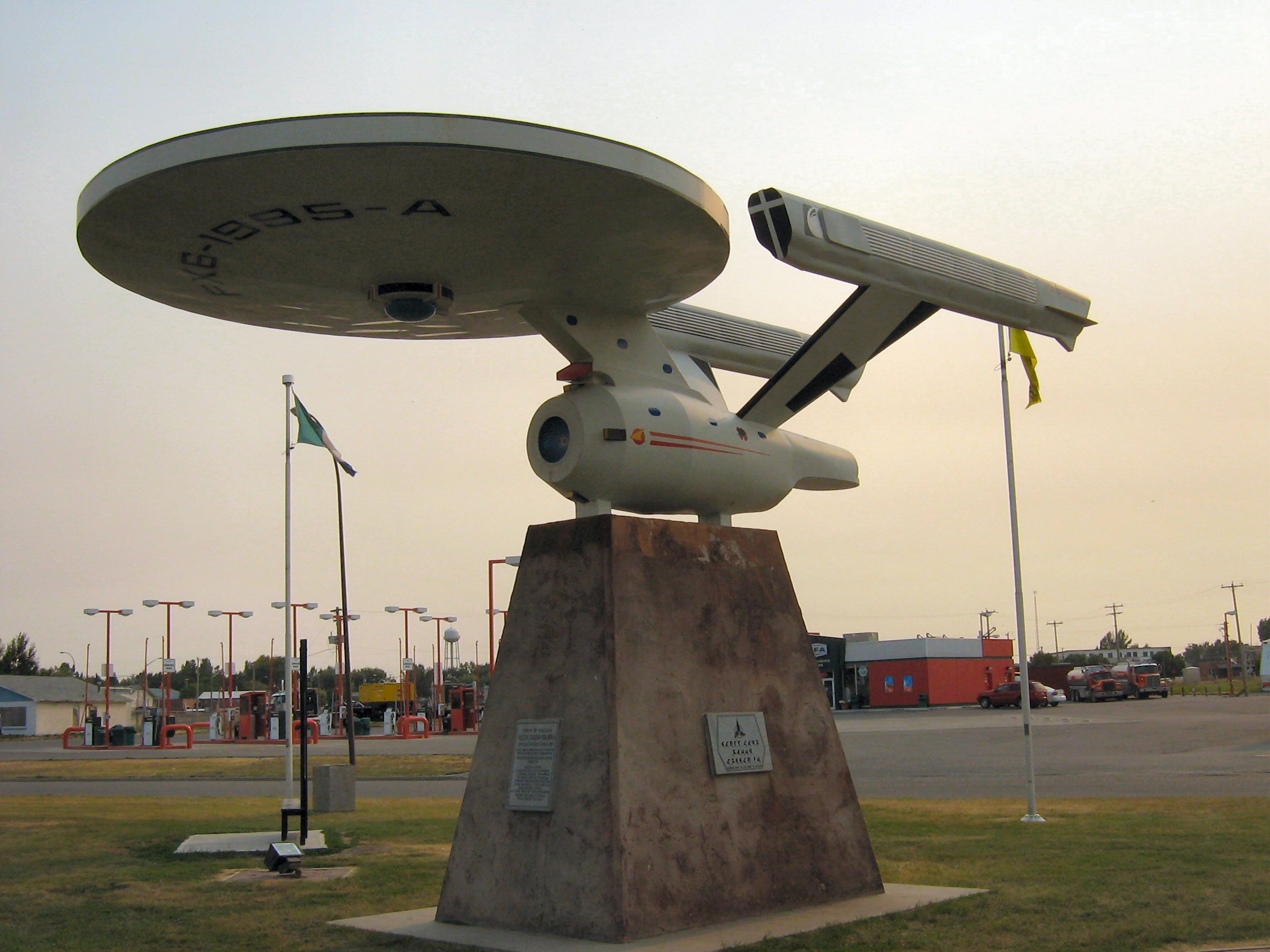
Replika lodi Enterprise po přestavbě na začátku 70. let 23. století je umístěna v kanadském městě Vulcan

Přestavěná Enterprise „hrála“ v prvních třech filmech ze světa Star Treku (1979–1984). Navrhli ji Mike Minor, Joe Jennings, Andrew Probert, Douglas Trumbull a Harold Michaelson, kteří vycházeli z náčrtů Matta Jefferiese pro nikdy nenatočený seriál Star Trek: Phase II. Model byl dlouhý 152 cm (8 stop) a později byl použit i jako Enterprise-A ve filmech číslo čtyři, pět a šest (1986–1991).
Oproti původní podobě Enterprise se zvenčí na první pohled liší hlavně jiným tvarem warp gongol a jejich držáků. Ty měly původně tvar roury, nový model (loď po přestavbě) je má protáhlé víc ke konci sekundárního trupu.

### Film z roku 2009
Pro film Star Trek z roku 2009 odehrávající se v paralelní časové linii byl design Enterprise upraven. Režisér J. J. Abrams chtěl při zachování původního tvaru více „hot-rod“ vzhled, jinak ale nechal designérům z Industrial Light & Magic (ILM) volnou ruku. Základní vzhled, který navrhl Ryan Church, byl dále rozvíjen a upravován do foto-realistických modelů týmem Alexe Jaegera z ILM. Roger Guyett (ILM) nazval původní Enterprise jako „velice statickou“ a do filmového modelu proto přidal různé pohyblivé součásti.

## Historie lodě
První loď Spojené federace planet jména Enterprise byla postavena v letech 2243 až 2245 v sanfranciských docích na oběžné dráze Země. Vypuštěna byla roku 2245, prvním kapitánem se stal Robert April, který jí velel na první pětileté misi (nejsou o ní žádné informace). Na začátku 50. let jej vystřídal Christopher Pike, jeho vědeckým důstojníkem byl Spock, míšenec Vulkánce a Pozemšťanky. Pod vedením kapitána Pikea Enterprise podnikla další dvě pětileté mise, jedno její dobrodružství bylo popsáno v pilotní epizodě „Klec“ původního seriálu Star Trek.
V roce 2264 (nebo 2265) se kapitánem lodi stal James T. Kirk, v té době nejmladší kapitán Hvězdné flotily. Jeho pětiletá mise zahrnovala průzkumy dosud nenavštívených částí Galaxie, kontakty s novými civilizacemi a rovněž poměrně časté střety s nepřátelskými Klingony a Romulany; Enterprise rovněž objevila zrcadlový vesmír a cestovala do minulosti. Kvůli takovým náročným úkolům za pět let zemřelo 58 členů posádky z celkových 430. Naopak díky této misi se loď stala ve vesmíru široce známou. První roky Kirkovy mise byly natočeny v letech 1966 až 1969 jako původní seriál Star Trek.
Některá dobrodružství z konce 60. let 23. století se objevila v televizích jako animovaný seriál Star Trek, který, ačkoliv vznikal pod kontrolou tvůrce Star Treku Genea Roddenberryho, se později nestal součástí tzv. kánonu.
V roce 2269 (nebo 2270) se Enterprise po ukončení pětileté mise podrobila v docích na orbitě Země rozsáhlé přestavbě a modernizaci. James Kirk byl povýšen na admirála a sám jako kapitána lodi vybral Willarda Deckera. V první polovině 70. let, v době, kdy se modernizace blížila konci, byla loď narychlo vyslána vyřešit krizi s blížícím se neznámým objektem, který se později identifikoval jako V'Ger. Velení převzal sám admirál Kirk, kapitán Decker, působící jako první důstojník, se při této misi stal nezvěstným. Tyto události byly popsány v snímku Star Trek: Film.
Velení lodi zřejmě někdy v 70. letech převzal po Jamesi Kirkovi kapitán Spock, z Enterprise se stala loď pro výcvik kadetů. V roce 2285, zatímco byl admirál Kirk na inspekční cestě na palubě Enterprise, byla Khanem Singhem ukradena loď USS Reliant, která začala ohrožovat vědeckou stanici Regula I nad planetou Genesis. Kirk převzal velení Enterprise a loď se vydala na stanici pomoc. V bitvě s Reliantem byla loď těžce poškozena, ji i její posádku zachránil sebeobětováním kapitán Spock (viz film Star Trek II: Khanův hněv).
Enterprise se vrátila zpět na Zemi a byla určena k vyřazení. Kirk ale se svými důstojníky po informaci, že by Spock mohl žít, loď v docích ukradl a odletěl zpět ke Genesis. Zde byli překvapeni klingonským Dravcem, který poškozenou a neopravenou loď zcela ochromil. Kapitán se i s posádkou musel transportovat na povrch Genesis a Enterprise nechal pomocí autodestrukčního systému zničit. Tento příběh se odehrál ve filmu Star Trek III: Pátrání po Spockovi.

### Alternativní realita
Ve filmu Star Trek, který se odehrává v paralelní alternativní realitě, byl v roce 2258 kapitánem Enterprise Christopher Pike. Jako vlajková loď Flotily byla nově postavená Enterprise vyslána k planetě Vulkán, odkud přicházelo tísňové volání. Zde kapitána Pikea zajal Romulan Nero, velení lodi tak přešlo na jeho prvního důstojníka Spocka. Pozici kapitána nakonec získal James T. Kirk, neboť Spock byl silně emocionálně ovlivněn Neronovým zničením jeho rodné planety. Spock s Kirkem zachránili kapitána Pikea a následně zabránili Neronovi zničit Zemi. Na konci filmu byl Kirk povýšen na kapitána a definitivně převzal velení Enterprise, Spock zůstal na lodi jako první důstojník.

## Posádka
Vyšší důstojníci sloužící na můstku lodi v původním seriálu z let 1966–1969 (základní posádka).
velící důstojník
- kapitán James T. Kirk

první a vědecký důstojník
- nadporučík/komandér Spock

druhý důstojník a šéfinženýr
- nadporučík Montgomery Scott

hlavní lékařský důstojník
- nadporučík Leonard McCoy

kormidelník a zbraňový důstojník
- poručík Hikaru Sulu

navigátor a zbraňový důstojník
- praporčík Pavel Čechov

komunikační důstojník
- poručík Nyota Uhura

## Kulturní ohlasy

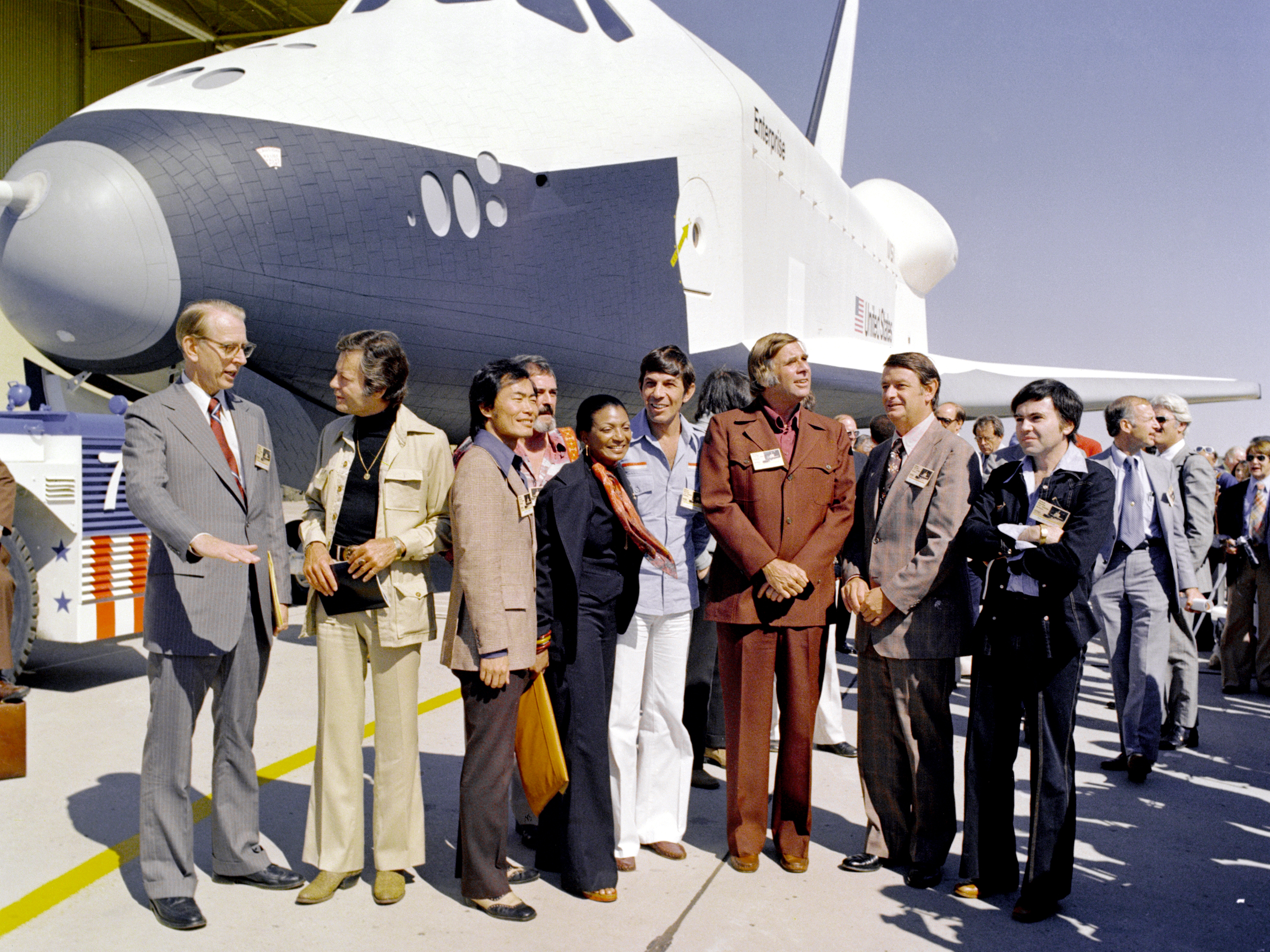
Představení raketoplánu Enterprise v roce 1976 se zúčastnili i herci z původního seriálu

- Po lodi Enterprise byl pojmenován první raketoplán Space Shuttle americké NASA, který byl postaven v polovině 70. let 20. století. Původně se měl jmenovat Constitution, po nátlaku fanoušků Star Treku ale bylo jméno změněno na Enterprise. Raketoplán nikdy do vesmíru neletěl, sloužil pouze ke zkušebním letům v zemské atmosféře. Dnes je vystaven v National Air and Space Museum ve Washingtonu, D.C.
- Podle The Making of Star Trek od Stephena Whitfielda a Genea Roddenberryho zvažovalo Námořnictvo Spojených států amerických využít design můstku z Enterprise i ve skutečném světě kvůli jeho stylu a rozložení.
- Enterprise z původního seriálu byla motivem na pamětní poštovní známce v USA.
- Firma Virgin Galactic, která chystá v blízké budoucnosti komerční vesmírné lety, pojmenovala svůj první suborbitální raketoplán třídy SpaceShipTwo VSS Enterprise na počest USS Enterprise ze Star Treku. VSS Enterprise byla při nehodě v roce 2014 zničena.
- Ve městě Vulcan v kanadské Albertě, jež je kvůli svému názvu mezi fanoušky Star Treku populární, byl v roce 1995 odhalen 9,5 metru dlouhý model vesmírné lodi s registračním číslem FX6-1995-A. Jedná se o repliku Enterprise a Enterprise-A z prvních šesti filmů Star Treku.